# فريد غامبل (ممثل)
فريد غامبل (بالإنجليزية: Fred Gamble)‏ مواليد 26 أكتوبر 1868 في إنديانابوليس - الوفاة 17 فبراير 1939 في هوليوود، الولايات المتحدة، هو ممثل أمريكي بدأ مسيرته الفنية سنة 1913. ظهر في قرابة 138 فيلما. من أعماله ذا سكريمينغ شادو.

## روابط خارجية
- فريد غامبل على موقع IMDb (الإنجليزية)
- فريد غامبل على موقع أول موفي (الإنجليزية)
- فريد غامبل على موقع قاعدة بيانات الفيلم (الإنجليزية)
- فريد غامبل على موقع كينوبويسك (الروسية)